# 郵便局巡り
郵便局巡り（ゆうびんきょくめぐり）とは、日本郵便株式会社の郵便局、ゆうちょ銀行の本支店、簡易郵便局を巡回し、各局の消印等を収集する趣味である。略称は、「局巡り」「巡局」「局めぐ」「局メグ」。

## 概要
郵便局巡りは、日本各地に2万4000局以上ある郵便局、ゆうちょ銀行本支店、簡易郵便局に行き、そこで行われている各種サービスを受けるものである。
旅行貯金に関する文章を多く著している種村直樹は、郵便局に行くことを目的としていることから、朱印集め（集印）、鉄道駅・道の駅スタンプラリーといった趣味に似通っていると分析している。

## 目的
郵便局巡りを行う者の目的は多岐にわたる。以下に主なものを挙げる。
- 郵便局の郵便窓口またはゆうゆう窓口において、切手やはがき等の販売品を購入し、また各種消印（風景印や和文印、欧文印、ローラー印など）を押印してもらう。販売品の中にはエコーはがきやご当地フォルムカード、局名入りポスト型はがき等、その地方またはその店舗でしか購入できないものもあり、それらを収集している者も多い。
- 郵便局の郵便貯金窓口またはゆうちょ銀行本支店窓口において貯金口座への出入金を行い、郵便局名・ゆうちょ銀行本支店名の入ったゴム印を通帳に押印してもらう。いわゆる旅行貯金である。また、郵便局で貯金回数をポイント化して競う郵貯ラリーと呼ばれるものもある。
- 郵便局の貯金窓口またはゆうちょ銀行本支店窓口において、定額小為替を発行し、為替印を押印してもらう。

このほか、局舎（局前ポストや看板等を含む）の写真撮影、レシートやATM明細票収集、前島密肖像の掲示状況の調査、局長と対談しての名刺交換などがある。